# Stazione di La Storta
La stazione di La Storta-Formello è una delle stazioni ferroviarie a servizio della omonima zona del comune di Roma. La stazione è ubicata lungo la ferrovia Roma-Capranica-Viterbo.

## Storia
La stazione, in origine denominata "La Storta-Formello", venne ridenominata "La Storta" per poi tornare alla denominazione originaria, venne attivata prima del 1916.
Successivamente, con il raddoppio, la stazione venne completamente ricostruita e assunse il nome attuale.

## Strutture e impianti
La gestione degli impianti è affidata a Rete Ferroviaria Italiana. La stazione è dotata di tre binari: il primo per i treni ivi aventi capolinea, il secondo per i treni per Viterbo, il terzo per i treni con destinazione Roma Ostiense o Roma Tiburtina.

## Movimento
Nella stazione fermano tutti i treni regionali delle relazioni Roma-Viterbo e FL3 svolti da Trenitalia nell'ambito del contratto di servizio stipulato con la Regione Lazio. La tipica offerta nelle ore di morbida dei giorni lavorativi è di un treno ogni 15 minuti per Roma Tiburtina e Cesano, un treno ogni 30 minuti per Bracciano e un treno ogni ora per Viterbo.
La stazione è stata ristrutturata nel 2017 insieme alle stazioni di Valle Aurelia, Cesano di roma e del policlinico Gemelli.

## Servizi
La stazione, che RFI classifica nella categoria "Silver", dispone di:
- Biglietteria automatica
- Bar

## Interscambi
- Fermata autobus ATAC e COTRAL.